# Sarzay
Sarzay település Franciaországban, Indre megyében. Lakosainak száma 300 fő (2022. január 1.). Sarzay Chassignolles, Fougerolles, Le Magny, Montgivray, Montipouret, Nohant-Vic és Tranzault községekkel határos.

## Népesség
A település népessége az elmúlt években az alábbi módon változott:
| Lakosok száma | 379  | 320  | 319  | 318  | 324  | 319  | 307  | 300  | 299  | 300  |
|               | 1968 | 1982 | 1990 | 2006 | 2013 | 2015 | 2017 | 2019 | 2020 | 2022 |